# 1511 w muzyce
Wydarzenia muzyczne w 1511 roku.

## Zmarli
- data dzienna nieznana: 
  - przed 12 października – Johannes Tinctoris, franko-flamandzki kompozytor i teoretyk muzyki epoki renesansu  (ur. ok. 1435)